# Paolo Casarin
Paolo Casarin (St. Donato, 1940. május 12. –) olasz nemzetközi labdarúgó-játékvezető. Polgári foglalkozása a Sanprogetti gyár ipari programozója.

## Pályafutása

### Nemzeti játékvezetés
A játékvezetői vizsgát 1964-ben tette le. A küldési gyakorlat szerint rendszeres partbírói tevékenységet is végzett. 1971-ben lett a Serie A játékvezetője. A nemzeti játékvezetéstől 1988-ban vonult vissza. 
| Időpont | Helyszín                | Mérkőzés típusa        | Mérkőzés       | Eredmény |
| ------- | ----------------------- | ---------------------- | -------------- | -------- |
| 1971    | Városi Stadion, Bologna | első Serie A mérkőzése | Bologna–Torino | 1 : 0    |

#### Nemzeti kupamérkőzések
Vezetett kupadöntők száma: 4.

##### Olasz labdarúgókupa
Az olasz JB elismerve szakmai felkészültségét, több alkalommal is megbízta a döntő találkozó koordinálásával.
| Időpont          | Helyszín                              | Mérkőzés típusa        | Mérkőzés          | Eredmény |
| ---------------- | ------------------------------------- | ---------------------- | ----------------- | -------- |
| 1984. június 21. | Marcantonio Bentegodi Stadion, Verona | első döntő mérkőzés    | Verona–Roma       | 1 : 1    |
| 1984. június 26. | Olimpiai Stadion, Róma                | második döntő mérkőzés | Roma–Verona       | 1 : 0    |
| 1986. június 7.  | Luigi Ferraris Stadion, Genova        | első döntő mérkőzés    | UC Sampdoria–Roma | 2 : 1    |
| 1988. május 5.   | Luigi Ferraris Stadion, Genova        | első döntő mérkőzés    | Sampdoria–Torino  | 2 : 0    |

### Nemzetközi játékvezetés
Az Olasz labdarúgó-szövetség Játékvezető Bizottsága (JB) terjesztette fel nemzetközi játékvezetőnek, a Nemzetközi Labdarúgó-szövetség (FIFA) 1978-tól tartotta nyilván bírói keretében. A FIFA JB központi nyelvei közül a németet beszéli. Több nemzetek közötti válogatott és klubmérkőzést vezetett, vagy működő társának partbíróként segített. Az olasz nemzetközi játékvezetők rangsorában, a világbajnokság-Európa-bajnokság sorrendjében többedmagával az 5. helyet foglalja el 11 találkozó szolgálatával. A nemzetközi játékvezetéstől 1988-ban vonult vissza. Válogatott mérkőzéseinek száma: 18.

#### Labdarúgó-világbajnokság
A világbajnoki döntőhöz vezető úton Spanyolországba a XII., az 1982-es labdarúgó-világbajnokságra és Mexikóba a XIII., az 1986-os labdarúgó-világbajnokságra a FIFA JB játékvezetőként alkalmazta. 1982-es mérkőzésein 2. számú partbíró Palotai Károly lehetett. A kialakult sportbaráti kapcsolat később elősegítette Puhl Sándor mentorálását. A FIFA JB elvárása szerint, ha nem vezetett, akkor partbíróként tevékenykedett. Két csoportmérkőzésen, az egyiken egyes számú besorolást kapott, játékvezetői sérülés esetén továbbvezethette volna a találkozót.
Világbajnokságon vezetett mérkőzéseinek száma: 2 + 2 (partbíró).

##### 1982-es labdarúgó-világbajnokság

###### Selejtező mérkőzés
| Időpont         | Helyszín             | Mérkőzés típusa           | Mérkőzés            | Eredmény | Nézők száma |
| --------------- | -------------------- | ------------------------- | ------------------- | -------- | ----------- |
| 1981. június 6. | Népstadion, Budapest | előselejtező (4. csoport) | Magyarország–Anglia | 1 : 3    | 68 000      |

###### Világbajnoki mérkőzés
| Időpont          | Helyszín                          | Mérkőzés típusa              | Mérkőzés                    | Eredmény | Nézők száma |
| ---------------- | --------------------------------- | ---------------------------- | --------------------------- | -------- | ----------- |
| 1982. június 24. | José Zorilla Stadion, Valladolid  | csoportmérkőzés (D. csoport) | Franciaország–Csehszlovákia | 1 : 1    | 25 000      |
| 1982. július 2.  | Santiago Bernabeu Stadion, Madrid | csoportmérkőzés (B. csoport) | NSZK–Spanyolország          | 2 : 1    | 90 000      |

##### 1986-os labdarúgó-világbajnokság

###### Selejtező mérkőzés
| Időpont           | Helyszín                     | Mérkőzés típusa           | Mérkőzés             | Eredmény | Nézők száma |
| ----------------- | ---------------------------- | ------------------------- | -------------------- | -------- | ----------- |
| 1984. december 8. | Princes Park Stadion, Párizs | előselejtező (4. csoport) | Franciaország–NDK    | 2 : 0    | 43 174      |
| 1985. február 24. | Luz Stadion, Lisszabon       | előselejtező (2. csoport) | Portugália–NSZK      | 1 : 2    | 60 000      |
| 1985. október 16. | Lenin Stadion, Moszkva       | előselejtező (6. csoport) | Szovjetunió–Írország | 2 : 0    | 100 000     |

#### Labdarúgó-Európa-bajnokság

##### U21-es labdarúgó-Európa-bajnokság
Német Szövetségi Köztársaságban (NSZK) rendezték az 1982-es U21-es labdarúgó-Európa-bajnokságot, ahol az UEFA JB bírói szolgálatra alkalmazta.

###### 1982-es U21-es labdarúgó-Európa-bajnokság
| Időpont           | Helyszín             | Mérkőzés típusa        | Mérkőzés    | Eredmény |
| ----------------- | -------------------- | ---------------------- | ----------- | -------- |
| 1982. október 12. | Weser Stadion, Bréma | döntő második mérkőzés | NSZK–Anglia | 3 : 2    |

---
Három európai labdarúgó torna döntőjéhez vezető úton Olaszországba a VI., az 1980-as labdarúgó-Európa-bajnokságra, Franciaországba a VII., az 1984-es labdarúgó-Európa-bajnokságra, valamint Német Szövetségi Köztársaságba a VIII., az 1988-as labdarúgó-Európa-bajnokságra az UEFA JB játékvezetőként foglalkoztatta.

##### 1980-as labdarúgó-Európa-bajnokság

###### Selejtező mérkőzés
| Időpont           | Helyszín                     | Mérkőzés típusa           | Mérkőzés                | Eredmény | Nézők száma |
| ----------------- | ---------------------------- | ------------------------- | ----------------------- | -------- | ----------- |
| 1979. október 17. | Olimpiai Stadion, Amszterdam | előselejtező (4. csoport) | Hollandia–Lengyelország | 1 : 1    | 54 000      |

##### 1984-es labdarúgó-Európa-bajnokság

###### Selejtező mérkőzés
| Időpont            | Helyszín                     | Mérkőzés típusa           | Mérkőzés             | Eredmény | Nézők száma |
| ------------------ | ---------------------------- | ------------------------- | -------------------- | -------- | ----------- |
| 1982. november 17. | Vasil Levski Stadion, Szófia | előselejtező (4. csoport) | Bulgária–Jugoszlávia | 0 : 1    | 20 000      |

##### 1988-as labdarúgó-Európa-bajnokság

###### Selejtező mérkőzés
| Időpont           | Helyszín                      | Mérkőzés típusa           | Mérkőzés                  | Eredmény | Nézők száma |
| ----------------- | ----------------------------- | ------------------------- | ------------------------- | -------- | ----------- |
| 1986. október 11. | Princes Park Stadion, Párizs  | előselejtező (3. csoport) | Franciaország–Szovjetunió | 0 : 2    | 40 496      |
| 1987. október 14. | Hampden Park Stadion, Glasgow | előselejtező (7. csoport) | Skócia–Belgium            | 2 : 0    | 16 052      |

###### Európa-bajnoki mérkőzés
| Időpont          | Helyszín                  | Mérkőzés típusa              | Mérkőzés         | Eredmény | Nézők száma |
| ---------------- | ------------------------- | ---------------------------- | ---------------- | -------- | ----------- |
| 1988. június 15. | Rhein Stadion, Düsseldorf | csoportmérkőzés (B. csoport) | Hollandia–Anglia | 3 : 1    | 63 940      |

#### Nemzetközi kupamérkőzések
Vezetett kupadöntők száma: 1.

##### Kupagyőztesek Európa-kupája
Az UEFA JB hosszú és eredményes szakmai munkájának elismeréseként megbízta a döntő irányításával.
| Időpont         | Helyszín                   | Mérkőzés típusa | Mérkőzés                 | Eredmény | Nézők száma |
| --------------- | -------------------------- | --------------- | ------------------------ | -------- | ----------- |
| 1985. május 15. | De Kuip Stadion, Rotterdam | döntő           | Everton FC–SK Rapid Wien | 3 : 1    | 38 500      |

## Sportvezetőként
1990-1997 között az Olasz Labdarúgó-szövetség Játékvezető Bizottság (JB) elnöke.
Az 1994-es labdarúgó-világbajnokságon a FIFA Játékvezető Bizottságának (JB) vezető tagja. Ő volt Puhl Sándor nemzetközi mentora. A döntő mérkőzésre történő játékvezetői kijelölést követően a FIFA elnökével, João Havelangevel konfliktusba került és le kellett mondania elnökségi tagságáról. Casarin kiváló barátságban van Palotai Károllyal, akivel az 1982-es labdarúgó-világbajnokságon együtt tevékenykedtek, majd 1990-1994 között egy időben voltak a nemzetközi labdarúgó szervezet, a FIFA JB tagjai.
2003-tól a Parma futball klubnál menedzseri feladatot látott el. Sportvezetői és játékvezetői szakmai ismereteit az olasz központi tévé, a RAI, továbbá a Tuttosport, Sky és la7, az Il Corriere della Sera szakkommentátor illetve szakértői feladatokra veszi igénybe. 2006-tól a Rete 4 tévécsatorna rögzített Controcampo televízióprogram gazdája.

## Szakmai sikerek
- 1971-ben megkapta az AIA Modena által 1954-ben alapított Florindo Longagnani díjat, amit a legjobb, fiatal Serie A játékvezetőnek adnak.
- 1977-ben az Olasz Labdarúgó -szövetség Játékvezető Bizottsága szakmai munkájának elismeréseként kitüntette Dr. Giovanni Mauro elismerő díjjal.
- 1996-ban a nemzetközi játékvezetés hírnevének erősítése, hazájában 10 éve a legmagasabb Ligában (osztályban) folyamatosan tevékenykedő, eredményes pályafutása elismeréseként, a FIFA JB felterjesztésére az 1965-ben alapított International Referee Special Award címmel és oklevéllel tüntette ki.
- A IFFHS (International Federation of Football History & Statistics) 1987-2011 évadokról tartott nemzetközi szavazásán 151, játékvezető besorolásával minden idők 83, legjobb bírójának rangsorolta, holtversenyben Martin Atkinson, Carlos Velasco Carballo, Vojtěch Christov, Philip Don, Peter Fröjdfeldt, Nisimura Júicsi társaságában.